# Côtes d'Armor Cyclisme Marie Morin
Côtes d'Armor Cyclisme Marie Morin est une équipe cycliste française évoluant en Division nationale 1.

## Histoire de l'équipe
Créée en 2003 sous le nom de Côtes d'Armor-Club cycliste de Moncontour (Côtes d'Armor-CC Moncontour), elle a été renommée Côtes d'Armor-Maître Jacques en 2005, puis Côtes d'Armor en 2007, Côtes d'Armor-Marie Morin de 2011 à 2017. En 2018, le groupe Rideau s'ajoute aux sponsors.
Quarante-et-un coureurs professionnels sont passés dans les rangs de l'équipe tels que Mikaël Cherel, Romain Hardy, Arnaud Gérard, Armindo Fonseca, Benjamin Le Montagner et Erwann Corbel, David Gaudu entre-autres.
En août 2018, l'équipe annonce la mise en place d'un partenariat avec l'équipe continentale professionnelle Israel Cycling Academy, pour laquelle elle devient la réserve.

## Principales victoires
- Tour de Bretagne : 2009 (Julien Fouchard) et 2018 (Fabien Schmidt)
- Championnat de France amateur : 2019 (Alexis Renard)
- Tour de Normandie : 2022 (Mathis Le Berre)

## Côtes d'Armor-Marie Morin-Véranda Rideau en 2018

### Effectif
| Cycliste            | Date de naissance | Nationalité | Équipe 2017               |  |
| ------------------- | ----------------- | ----------- | ------------------------- |  |
| Stuart Balfour      | 13 mai 1997       | Royaume-Uni | Côtes d'Armor-Marie Morin |  |
| Jérémy Bescond      | 27 février 1991   | France      | HP BTP-Auber 93           |  |
| Quentin Guicheteau  | 20 mars 1997      | France      | Côtes d'Armor-Marie Morin |  |
| Frédéric Guillemot  | 10 mars 1992      | France      | Côtes d'Armor-Marie Morin |  |
| Owen James          | 15 octobre 1995   | Royaume-Uni | Côtes d'Armor-Marie Morin |  |
| Julien Jégou        | 30 juin 1989      | France      | Côtes d'Armor-Marie Morin |  |
| Maxime Le Lavandier | 17 septembre 1992 | France      | Côtes d'Armor-Marie Morin |  |
| Damien Poisson      | 18 août 1997      | France      | Vélo Club Pays de Loudéac |  |
| Florian Richeux     | 14 juin 1997      | France      | Hennebont Cyclisme        |  |
| Jules Rolland       | 25 septembre 1996 | France      | Côtes d'Armor-Marie Morin |  |
| Fabien Schmidt      | 23 mars 1989      | France      | Côtes d'Armor-Marie Morin |  |

### Victoires
| Date       | Course                                 | Pays   | Classe | Vainqueur      |
| ---------- | -------------------------------------- | ------ | ------ | -------------- |
| 01/05/2018 | Classement général du Tour de Bretagne | France | 2.2    | Fabien Schmidt |

## Anciens coureurs
| - Ludovic Poilvet - César Bihel - Mikaël Cherel - Joseph Cooper - Erwann Corbel - Nicolas David - Armindo Fonseca - Arnaud Gérard | - Romain Hardy - Guillaume Le Floch - Benjamin Le Montagner - Anthony Saux - Fabien Schmidt - Cyril Gautier - David Gaudu |  |  |